# Jess Franco
Jess Franco, vlastním jménem Jesús Franco Manera (12. května 1930, Madrid, Španělsko – 2. dubna 2013, Málaga, Španělsko) byl španělský filmový režisér, scenárista, herec a skladatel. Během své kariéry natočil více než 180 filmů s velmi různorodou kvalitou – od vysoce ceněných surrealisticko-expresionistických hororů až po pornografické videofilmy – díky čemuž se stal kultovní osobností evropské trash cinema.

## Životopis
Jess Franco se začal věnovat hudbě v šesti letech. Po španělské občanské válce vystudoval na madridské konzervatoři. Po studiu působil jako jazzový hudebník, později skladatel jazzové hudby, operet a soundtracků k více než dvaceti filmům. Byl také hercem a později režisérem v madridském divadle. Později studoval režijní techniku na universitě v Sorbonně v Paříži.
Byl ženatý s herečkou Linou Romay, která od roku 1972 vystupovala ve většině jeho filmů. V devadesátých letech si udělal několikaletou přestávku a k filmování se vrátil až jako 75letý.

## Tvorba
Ve filmu začínal jako autor, později jako pomocný režisér. Svůj režijní debut Tenemos 18 anos natočil v roce 1959. V roce 1962 natočil svůj pravděpodobně nejlépe přijatý film, gotický horor Gritos en la noche, známý zejména pod distribučním názvem The Awful dr. Orloff. Film má prvky německých expresionistických hororů z dvacátých let. Hlavní roli ztvárnil Howard Vernon. Franco se k hlavnímu tématu filmu, jakož i k hlavním postavám, vracel pravidelně během celé své kariéry, ve formě pokračování a remaků.
V roce 1966 spolupracoval s Orsonem Wellesem na jeho filmové adaptaci Shakespearových děl o Falstaffovi – Chimes at Midnight. Film byl nominován na cenu British Film Award. Mezinárodní pozornosti se Francovi dostalo v roce 1967 na Berlínském filmovém festivalu, kde byl uveden jeho film Necronomicon - Geträumte Sünden.
Franco vždy točil filmy s nízkým rozpočtem. Sám ve svých filmech často zastává více funkcí – autor scénáře, režisér, kameraman, skladatel a herec. Jelikož běžně točil více filmů najednou se stejnými herci, herci často ztráceli přehled, který film právě točí. Jeho filmařský styl se vyznačuje častým používáním kamerových zoomů, rozostřeným obrazem a snímáním ruční kamerou. Samotný Franco otevřeně pohrdá svými vlastními filmy a prohlašuje, že si nemyslí, že by někdy natočil dobrý film.
Na začátku sedmdesátých let byl považován za velmi perspektivního filmaře – spolupracoval s Orsonem Wellesem, jeho dílo vyzdvihoval klasik filmového expresionismu Fritz Lang a katolická církev ho v sedmdesátých letech spolu s Luisem Buñuelem označila za „nejnebezpečnějšího filmaře“. V jeho filmech se objevovaly hvězdy jako Christopher Lee, Klaus Kinski, Herbert Lom, Mark Hamill, Horst Tappert nebo Telly Savalas. Franco jako režisér je známý tím, že točil i několik filmů najednou se stejnými herci a neopakoval záběry. Díky tématům, kterým se ve svých filmech věnuje, nízkým rozpočtem a často špatným výkonem herců ve svých filmech, ale i díky svému přístupu a entuziasmu si Franco u americké kritiky vysloužil přezdívku „Ed Wood evropské kinematografie“. Na rozdíl od Wooda, který je označován za nejhoršího režiséra všech dob, však Franco ve svých raných filmech prokázal talent, technickou zručnost a estetické cítění. I do nízkorozpočtových „béčkových“ filmů se mu podařilo vtisknout svébytný autorský rukopis. Franco režíroval více než 180 filmů, do české a slovenské distribuce se jich však dostalo jen pár.